# Trenčín (stacja kolejowa)
Trenčín – stacja kolejowa w Trenczynie, w kraju trenczyńskim, na Słowacji. 
Stacja kolejowa Trenčín znajduje się na linii ŽSR nr 120 Bratislava hl.st. - Žilina. Odchodzi od niej linia ŽSR nr 143 do Chynorany. Obecny budynek stacji został wybudowany w 1944, pierwotny budynek znajduje się w pobliskim parku.

## Lokalizacja i oznaczenie stacji kolejowej
Stacja znajduje się na 124,036 km dwutorowej zelektryfikowanej linii o standardowym rozstawie torów Púchov - Bratysława główna stacja i na 51,669 km jednotorowej linii o standardowym rozstawie torów Trenčín - Chynorany.
Jest to stacja:
- odgałęzienie – dla linii Trenčín – Chynorany,
- dyspozycja – dla linii Trenčín – Chynorany.